# Fiat 524
La Fiat 524 è un'autovettura di lusso prodotta dalla Fiat dal 1931 al 1934.
Come per la Fiat 522, la casa automobilistica torinese predispose due telai di lunghezza differente, uno più corto (montato sulla Fiat 524 C) e uno più lungo (installato sulla 524 L).
Il motore, in linea a sei cilindri, aveva una cilindrata di 2516 cm³ ed erogava una potenza di 52 cv. L'accensione era a batteria e il cambio a quattro rapporti. I freni erano sulle quattro ruote, mentre il freno di stazionamento era sull'albero di trasmissione. Fu venduta in versione berlina, limousine e cabriolet, tutte a quattro porte e a trazione posteriore.
La 524 L raggiungeva la velocità massima di 95 km/h, mentre la 524 C i 100 km/h.
Con questa vettura e con la 522 la Fiat inaugurò un nuovo logo, rettangolare a sfondo rosso con lettere d'oro (fu usato nel 1931 e nel 1932). Nel 1933 venne prodotta la seconda serie, con carrozzeria più arrotondata e aerodinamica.
La vettura fu anche fabbricata in Polonia, sotto licenza Fiat dalla Polski Fiat, nello stabilimento di Varsavia della casa automobilistica. In Polonia furono fabbricati 10.524 esemplari nelle versioni 524 C e 524 L . In Italia furono costruite 2.275 vetture.